# Caserón de San Bernardo
El caserón de San Bernardo es un edificio en el barrio de Universidad (distrito Centro), de la ciudad de Madrid.

## Historia y descripción
Ubicado en el número 49 de la calle de San Bernardo, en origen se trataba de un edificio de la Compañía de Jesús, el Noviciado de jesuitas. Expulsados estos en 1767, el noviciado estuvo ocupado por la Congregación de Sacerdotes Misioneros del Salvador del Mundo, de nuevo por los jesuitas y por el cuartel de ingenieros militares, hasta que en 1842 se convirtió en la sede histórica de la Universidad Central, siendo derribada la iglesia para construir las nuevas instalaciones en un proyecto del arquitecto Francisco Javier Mariátegui. El edificio fue ampliado entre 1876 y 1881.
En 1928 se inauguró la Biblioteca Marqués de Valdecilla, con fachada a la calle Noviciado, según proyecto del arquitecto Francisco Javier de Luque.
Durante la II República, la facultad de Filosofía y Letras abandonó el recinto, dejando más espacio para la de Derecho, que no se trasladaría a su vez hasta ya entrada la década de 1950, comenzando a impartir clases en el nuevo edificio del campus de Ciudad Universitaria en 1956. El caserón fue la sede de la Facultad de Ciencias Económicas y Empresariales desde su fundación en 1943 hasta 1965. Debido a la construcción de la Ciudad Universitaria, el Caserón, ya libre de estudiantes, quedó en manos del Ministerio de Educación. 
En el año 1983, por Orden Ministerial del 6 de mayo, el Ministerio de Educación, con informe favorable de la Dirección General del Patrimonio del Estado y de la Dirección General de Programación e Inversiones del Ministerio, autoriza la instalación de forma provisional en una parte del edificio y construcciones aledañas a la Asamblea de Madrid. El 8 de junio de 1983 la Asamblea celebró su sesión constitutiva en el Paraninfo, mientras se hacían las reformas necesarias para su acomodo. Esto se hizo bajo convenio de alquiler que fue sucesivamente prorrogado hasta la inauguración en 1998 del nuevo edificio de Puente de Vallecas. En las dependencias asignadas se habilitaron: el Salón de Plenos dónde celebraba sus sesiones de tipo inglés (con bancadas enfrentadas), una sala de Comisiones, una sala de reuniones de la Mesa y la Junta de Portavoces y las dependencias correspondientes para la Presidencia y algunos de los Servicios de la Cámara; los restantes, al igual que los Grupos Parlamentarios, tuvieron que trasladarse por razón de diferentes circunstancias en más de una ocasión. Durante el tiempo que permaneció en el edificio, la Asamblea compartió el Salón de Plenos con el Consejo Nacional de Educación (renombrado en 1985 como Consejo Escolar del Estado), según quedó establecido en el artículo octavo de la Orden Ministerial del 6 de mayo, que les autorizó a instalarse. En el artículo décimo se reconoce también el derecho del Instituto de España a utilizar la entrada y la escalera principal del edificio. El 1 de julio de 1998 se celebró el último Pleno en el edificio, trasladándose de modo definitivo a la sede actual.
El paraninfo histórico de la Universidad Complutense, que se inauguró en el año académico 1854-1855, se encuentra en el edificio. Fue declarado monumento-histórico artístico el 7 de noviembre de 1980.